# Polypogon hissaricus
Polypogon hissaricus là một loài thực vật có hoa trong họ Hòa thảo. Loài này được (Roshev.) Bor miêu tả khoa học đầu tiên năm 1970.